# Бердакар (Тавуш)
Бердакар — циклопическая крепость расположенная в Тавушской области Армении. Оборонительное сооружение находится в 3 км западнее села Чинчин на территории его угодий. Крепость расположена на большом и покатом склоне. Ввиду того, что восточная и северная стороны крепости имеют доступные для восхождения склоны, они защищены однорядной неприступной стеной. Северная стена крепости дополнительно укреплена четырьмя контрфорсами, два из которых были возведены почти в центре стены и прикрывают трехметровый дверной проход между ними. В южной части сооружения расположены два крупных скальных выступа, которые заканчиваются на юге обрывом, а с севера — полого спускающиеся[что?] почти до середины крепости. У подножия горы, где расположена крепость, в 2 км течению реки Ахум расположена крепость Бахри-хач.